# 2009年电影
2009年電影大事紀。

## 最高票房
按照英语语言電影工業的惯例，以下这些电影是在2009年内新上映的电影中票房最高的。全球、美国和加拿大以及国际；英国和澳大利亚分别如下：
| 排名 | 片名                     | 公司          | 全球票房       | 北美票房     | 英國票房     | 澳洲票房     |
| ---- | ------------------------ | ------------- | -------------- | ------------ | ------------ | ------------ |
| 1    | 阿凡达                   | 二十世紀福斯  | $2,777,488,969 | $760,506,204 | $135,693,425 | $102,293,855 |
| 2    | 哈利波特：混血王子的背叛 | 華納兄弟      | $933,959,197   | $301,959,197 | $84,089,250  | $34,954,004  |
| 3    | 冰原歷險記3：恐龍現身    | 二十世紀福斯  | $886,686,817   | $196,573,705 | $56,859,040  | $24,725,499  |
| 4    | 變形金剛：復仇之戰       | 派拉蒙/夢工廠 | $836,297,228   | $402,111,870 | $44,383,558  | $33,554,033  |
| 5    | 2012                     | 哥倫比亞      | $769,679,473   | $166,112,167 | $31,052,159  | $18,123,801  |
| 6    | 天外奇蹟                 | 迪士尼/皮克斯 | $731,342,744   | $293,004,164 | $55,413,275  | $25,296,200  |
| 7    | 暮光之城2：新月          | 頂峰娛樂      | $709,827,462   | $296,623,634 | $43,409,449  | $35,164,930  |
| 8    | 福爾摩斯                 | 華納兄弟      | $523,029,864   | $209,028,679 | $39,795,286  | $22,777,578  |
| 9    | 天使与魔鬼               | 哥倫比亞      | $485,930,816   | $133,375,846 | $30,726,140  | $14,065,391  |
| 10   | 醉後大丈夫               | 華納兄弟      | $467,483,912   | $277,322,503 | $36,033,624  | $17,934,378  |

阿凡达的票房已超過26億美元，已創造新的票房記錄，而且是唯一票房收入達20億美元的電影。

## 重要獎項

### 美國奧斯卡（第81屆）
- 最佳影片：《貧民百萬富翁》（Slumdog Millionaire）
- 最佳導演：丹尼·波爾（Danny BOYLE）：《貧民百萬富翁》
- 最佳原著劇本：《自由大道 》（Milk）
- 最佳改編劇本：《貧民百萬富翁》（Slumdog Millionaire）
- 最佳男主角：西恩·潘（Sean PENN）：《自由大道 》（Milk）
- 最佳女主角：凱特·溫斯蕾（Kate WINSLET）：《為愛朗讀》（The Reader）
- 最佳男配角：希斯·萊傑（Heath LEDGER）：《黑暗騎士》（The Dark Knight）
- 最佳女配角：潘妮洛普·克魯茲（Penélope CRUZ）：《情遇巴塞隆納》（Vicky Cristina Barcelona）
- 最佳動畫影片：《瓦力》（WALL-E）
- 最佳紀錄片：《偷天鋼索人》（Man on Wire）
- 最佳外語片：《送行者：禮儀師的樂章》（Departures）

### 歐洲電影獎（第22屆）
- 最佳影片：
- 最佳導演：
- 最佳劇本：
- 最佳男主角：
- 最佳女主角：

### 台灣金馬獎（第46屆）
- 最佳影片：《不能沒有你》
- 最佳導演：戴立忍－《不能沒有你》
- 最佳原創劇本：戴立忍、陳文彬－《不能沒有你》
- 最佳改編劇本：管虎－《鬥牛》
- 最佳男主角：張家輝－《証人》和黃渤－《鬥牛》（首度雙男主角獎）
- 最佳女主角：李冰冰－《風聲》
- 年度台灣傑出電影：《不能沒有你》
- 終身成就獎：明驥
- 特別貢獻獎：王玨
- 國際影評人費比西獎：《陽陽》

更詳細的名單，請見第46屆台灣金馬獎

## 國際影展

### 柏林影展（第59屆）

#### 評審團
- 評審團主席：Tilda SWINTON ──蒂達·史雲頓，英國女演員
- Isabel COIXET ──伊莎貝·柯瓦榭，西班牙女導演
- Gaston KABORÉ ──軋斯通·卡波黑，布吉納法索男導演
- Henning MANKELL ──亨寧·曼凱爾，瑞典男作家
- Christoph SCHLINGENSIEF ──克里斯多福·許林根席耶弗，德國男導演
- 王穎（Wayne WANG） ──美國男導演
- Alice WATERS ──艾莉思·瓦特斯，美國女主廚

#### 得獎名單
- 金熊獎：Claudia LLOSA － LA TETA ASUSTADA《悲傷奶水》
- 評審團大獎：並列：Adrián BINIEZ － GIGANTE《巨大》，以及 Maren ADE － ALLE ANDEREN《其他所有的人》
- 最佳導演：Asghar FARHADI － DARBAREYE ELLY《關於艾利》
- 最佳男演員：Sotigui KOUYATE － LONDON RIVER《倫敦河》
- 最佳女演員：Birgit MINICHMAYR － ALLE ANDEREN《其他所有的人》
- 最佳劇本：Oren MOVERMAN － THE MESSENGER《亡情使者》
- 最佳藝術貢獻：KATALIN VARGA《卡塔琳華嘉》
- 榮譽金熊獎（終身成就獎）：MAURICE JARRE

### 坎城影展（第62屆）

#### 評審團
- 評審團主席：Isabelle HUPPERT ─伊莎貝·雨蓓，法國女演員。
- Asia ARGENTO ──艾皙雅·阿基多，義大利女演員兼導演
- Nuri Bilge CEYLAN ──努利·畢格·傑朗，土耳其男導演兼演員
- James GRAY ──傑姆士·葛瑞，美國男導演
- Hanif KUREISHI ──哈尼夫·庫瑞席，英國男編劇
- LEE Chang-Dong ──李滄東，南韓男導演
- SHU Qi ──舒淇，台灣女演員
- Sharmila TAGORE III ──夏蜜拉·泰戈爾，印度女演員
- Robin WRIGHT PENN ──羅蘋·萊特·潘，美國女演員

#### 得獎名單
- 金棕櫚獎：《白色緞帶》（The White Ribbon）－米高·漢尼卡（Michael Haneke）
- 評審團大獎：賈克·歐迪亞－《大獄言家》（Un prophète, A Prophet）
- 最佳導演：布里蘭特·曼多薩－《男孩看見血地獄》（Kinatay, The Execution of P）
- 最佳劇本：婁燁－《春風沈醉的夜晚》
- 最佳女演員：莎樂·姬絲寶 －《撒旦的情與慾》（Antichrist）
- 最佳男演員：克里斯多福·瓦爾茲－《惡棍特工》（Inglourious Basterds）
- 評審團獎：《魚缸》（Fish Tank）（安德莉雅·阿諾德執導）、《蝙蝠：血色情慾》（朴贊郁執導）
- 金攝影機獎：《參孫和達利拉》（Warwick Thornton執導）

### 威尼斯影展（第66屆）

#### 評審團
- 評審團主席：

#### 得獎名單
- 金獅獎：
- 最佳導演銀獅獎：
- 評審團特別獎：
- 最佳男演員：
- 最佳女演員：
- 最佳新人獎：
- 最佳技術貢獻：
- 最佳劇本：
- 特別金獅獎：
- 最佳處女作獎：
- 終身成就金獅獎：

更詳細的名單，請見第66届威尼斯国际电影节

## 逝世影人
| 日期 | 日期 | 姓名          | 原名               | 國籍     | 年齢 | 職業               | 代表作 |
| 1月  | 1日  | 愛德蒙·潘登   | Edmund Purdom      | 英国     | 84   | 演員               |        |
| 1月  | 3日  | 派特·辛葛     | Pat Hingle         | 美国     | 84   | 演員               |        |
| 1月  | 8日  |               | Don Galloway       | 美国     | 71   | 演員               |        |
| 1月  | 12日 | 克勞德·貝利   | Claude Berri       | 法國     | 74   | 導演・製片・編劇   |        |
| 1月  | 13日 | 派屈克·麥高漢 | Patrick McGoohan   | 爱尔兰   | 80   | 演員・編劇         |        |
| 1月  | 14日 | 里卡度·蒙迪班 | Ricardo Montalbán  | 墨西哥   | 88   | 演員・導演         |        |
| 1月  | 17日 | 蘇姍娜·佛斯   | Susanna Foster     | 美国     | 87   | 女演員・歌手       |        |
| 1月  | 18日 | 凱瑟琳·包娜   | Kathleen Byron     | 英国     | 88   | 女演員             |        |
| 1月  | 21日 |               | Charles H. Schneer | 美国     | 88   | 製片               |        |
| 1月  | 28日 | 阿匹婆        | 林呂有             | 中華民國 | 90   | 女演員             |        |
| 1月  | 29日 |               | François Villiers  | 法國     | 88   | 導演               |        |
| 1月  | 31日 |               | Nagesh             | 爱尔兰   | 75   | 演員               |        |
| 3月  | 18日 | 娜塔莎·李察遜 | Natasha Richardson | 英国     | 45   | 女演員             |        |
| 3月  | 29日 | 莫里斯·賈爾   | Maurice Jarre      | 法國     | 84   | 電影作曲           |        |
| 6月  | 3日  | 大衛·卡拉定   | David Carradine    | 美国     | 72   | 演員               |        |
| 6月  | 3日  | 石堅          | 石榮璋             | 中国     | 96   | 演員               |        |
| 6月  | 25日 | 法拉·佛西     | Farrah Fawcett     | 美国     | 62   | 女演員             |        |
| 6月  | 25日 | 麥可·傑克森   | Michael Jackson    | 美国     | 50   | 演員・歌手         |        |
| 7月  | 25日 | 雅絲敏·阿莫   | Yasmin binti Ahmad | 马来西亚 | 51   | 女導演             |        |
| 8月  | 5日  | 文英          | 黃錦涼             | 中華民國 | 73   | 女演員             |        |
| 8月  | 6日  | 約翰·休斯     | John Hughes        | 美国     | 59   | 導演・編劇・製片   |        |
| 8月  | 13日 | 萊斯·保羅     | Les Paul           | 美国     | 94   | 音樂家・編曲・演員 |        |
| 9月  | 14日 | 派屈克·史威茲 | Patrick Swayze     | 美国     | 57   | 演員・歌手         |        |
| 12月 | 17日 | 珍妮佛·瓊絲   | Jennifer Jones     | 美国     | 90   | 女演員             |        |
| 12月 | 20日 | 布蘭妮·墨菲   | Brittany Murphy    | 美国     | 32   | 女演員・歌手       |        |